# 南美蟛蜞菊
南美蟛蜞菊/三裂葉蟛蜞菊（学名：Sphagneticola trilobata）为菊科南美蟛蜞菊屬下的一个种。國際自然保護聯盟物種存續委員會的入侵物種專家小組（ISSG）列為世界百大外來入侵種。

## 参考文献

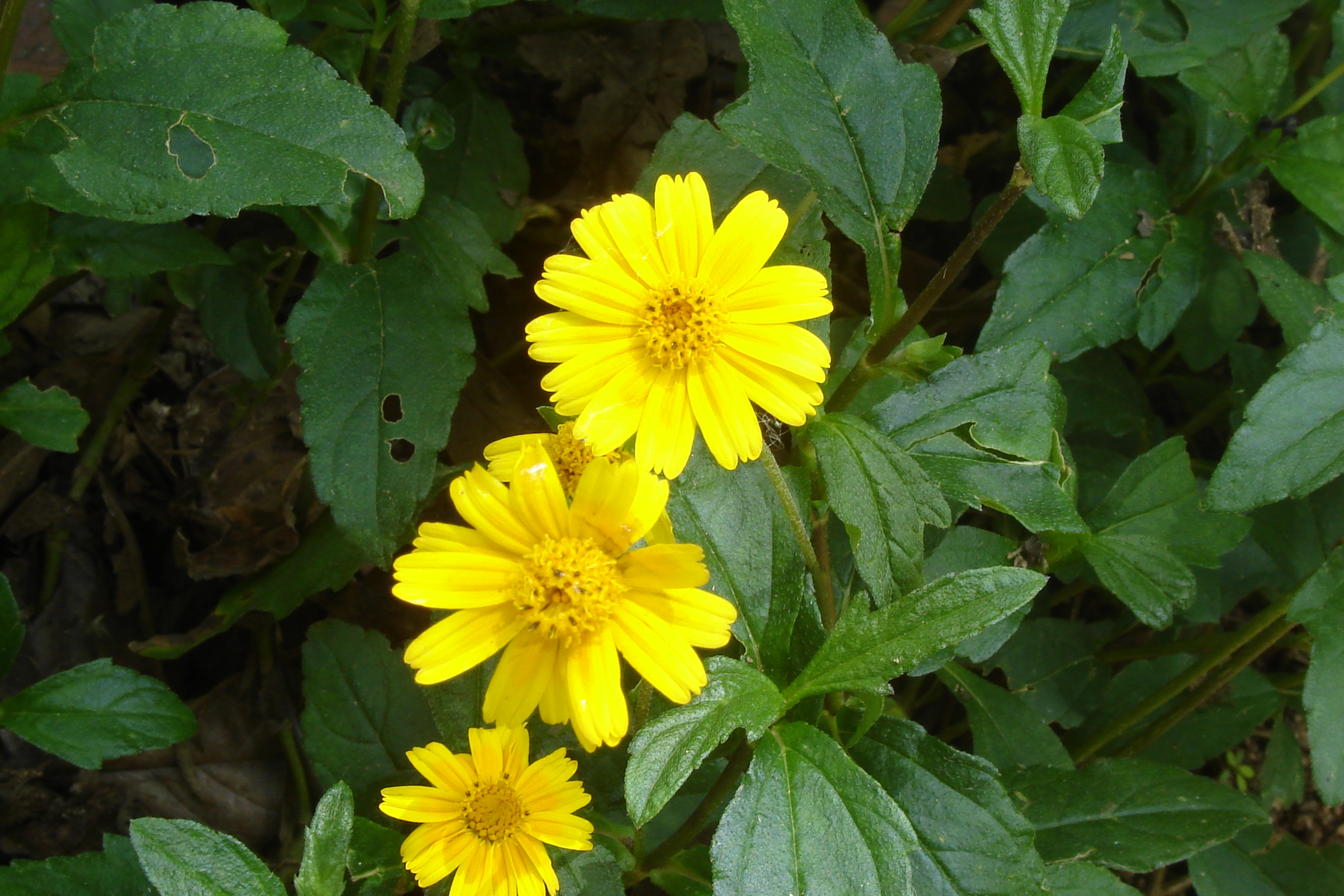
蟛蜞菊

## 栖息地
它的生态耐受范围很广，但在低海拔地区排水良好、土壤湿润的阳光地带生长最好。

## 扩展阅读
- 維基物種上的相關：南美蟛蜞菊